# Pélican blanc
Pelecanus onocrotalus
Cet article concerne l'espèce Pelecanus onocrotalus de l'Ancien monde. Pour le pélican blanc, Pelecanus erythrorhynchos, au Québec, voir Pélican d'Amérique.
Espèce
Statut CITES
Statut de conservation UICN

 LC  : Préoccupation mineure
Le Pélican blanc (Pelecanus onocrotalus) est une espèce d'oiseaux de la famille des Pelecanidae.
On le trouve du sud-est de l'Europe jusqu'en Asie centrale et au Moyen-Orient, et dans la majeure partie de l'Afrique subsaharienne, dans les marais et les lacs peu profonds. Son nid est simplement constitué d'un amas de branchages au sol ou dans un arbre.

## Description
C'est une grande espèce de pélican, d'une longueur de 160 cm pour une envergure de 280 cm; il pèse 10-11 kg. Il diffère du pélican frisé par son plumage blanc avec des nuances plus ou moins rosées, plus marquées en période nuptiale (il se teinte aussi d'un peu de jaunâtre à l'avant du corps en cette période), avec un aspect plus lisse et régulier de la disposition des plumes qui sont plus courtes, ainsi que par une large tache de peau nue rose autour de petits yeux sombres (la pupille est peu distincte de l'iris), des pattes roses, et une poche jugulaire jaune sous son bec imposant. Les rémiges de ses ailes sont noires, y compris en dessous, ce qui le rend bien reconnaissable en vol.

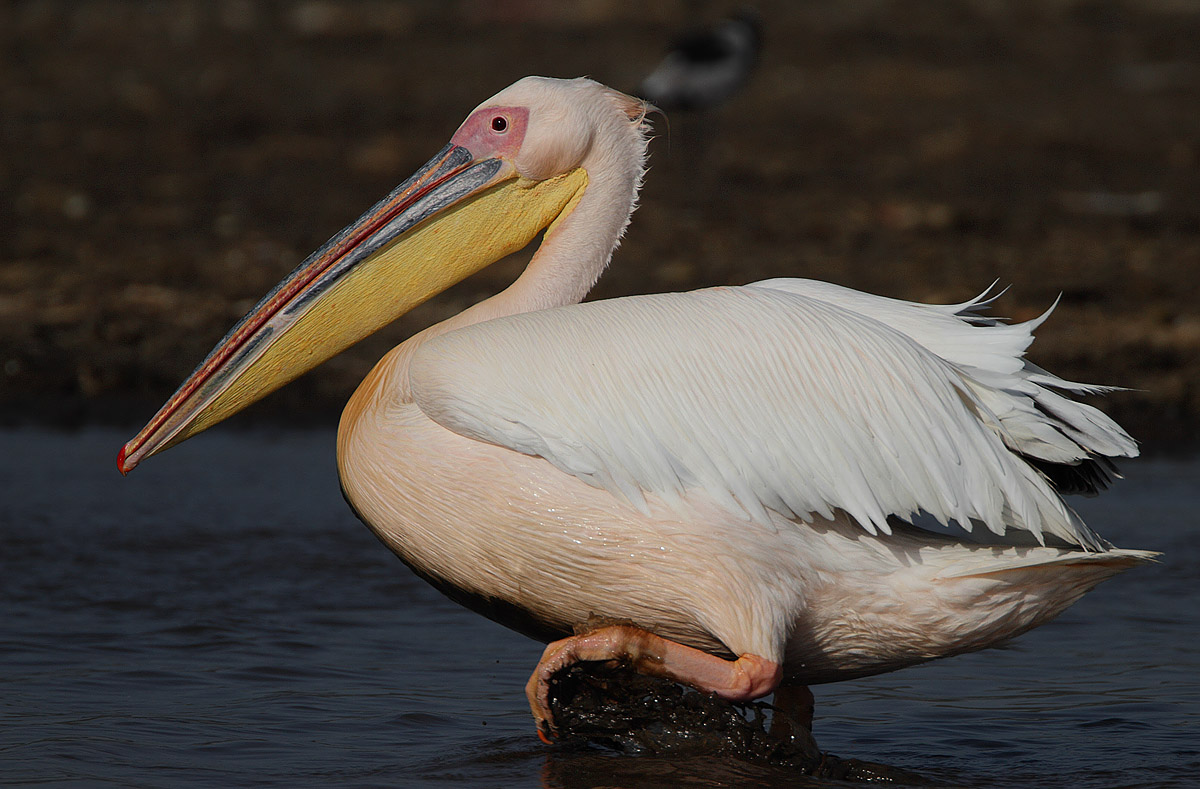
Un adulte en parure nuptiale. Les rémiges noires des ailes ne sont pas visibles lorsque les ailes sont repliées.
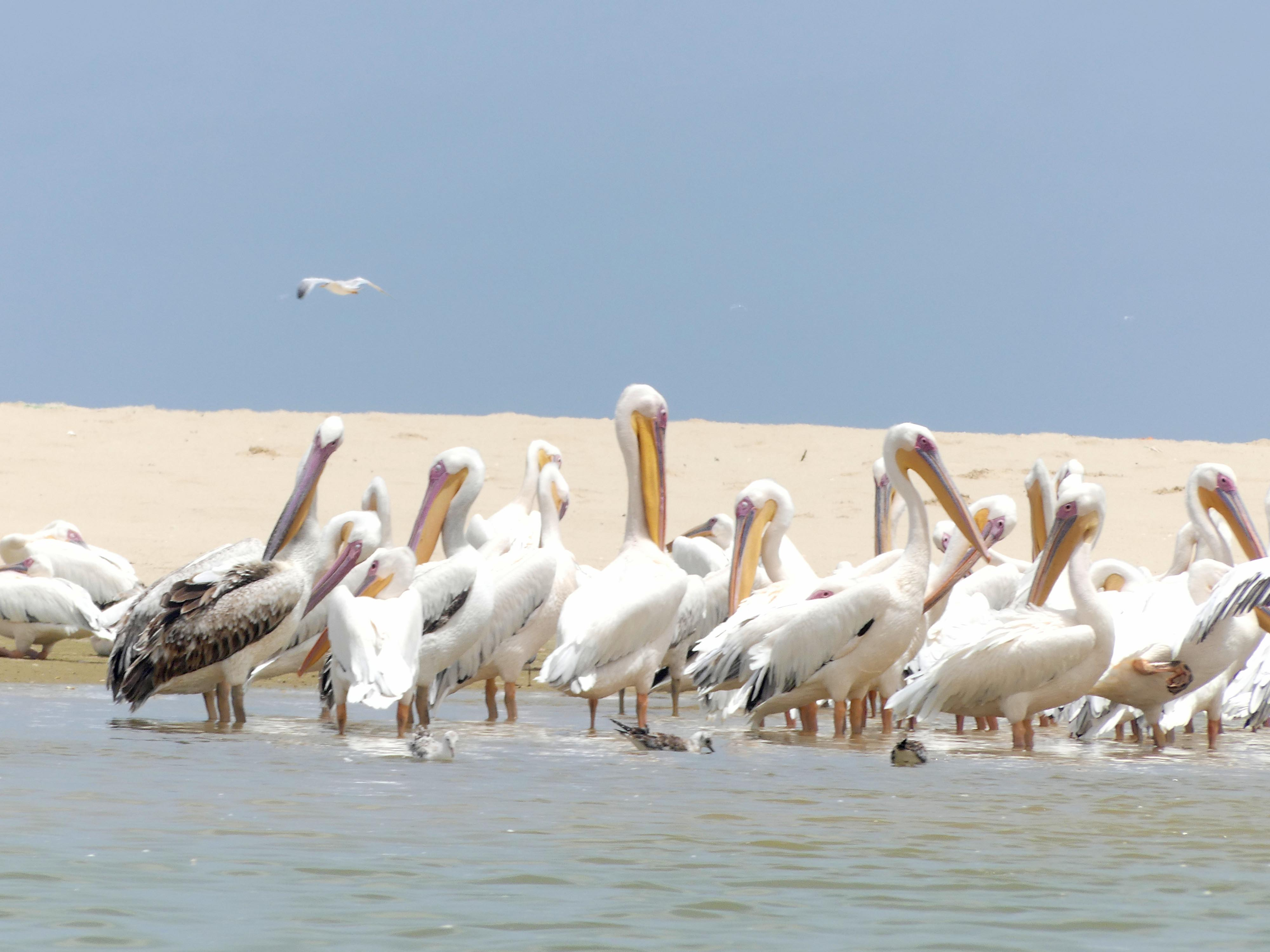
Colonie de pélicans blancs au Parc National de la Langue de Barbarie au Sénégal
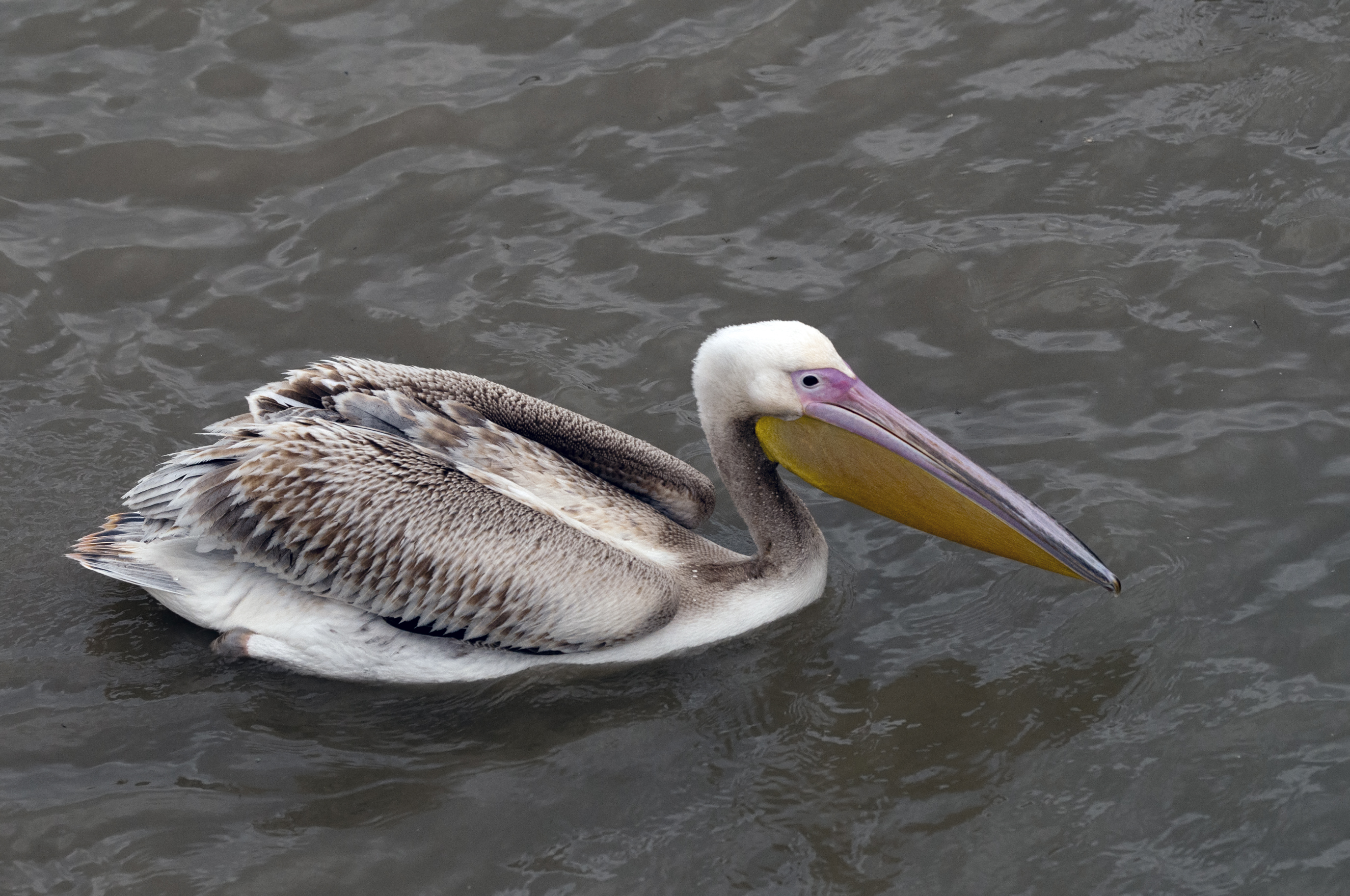
Immature.
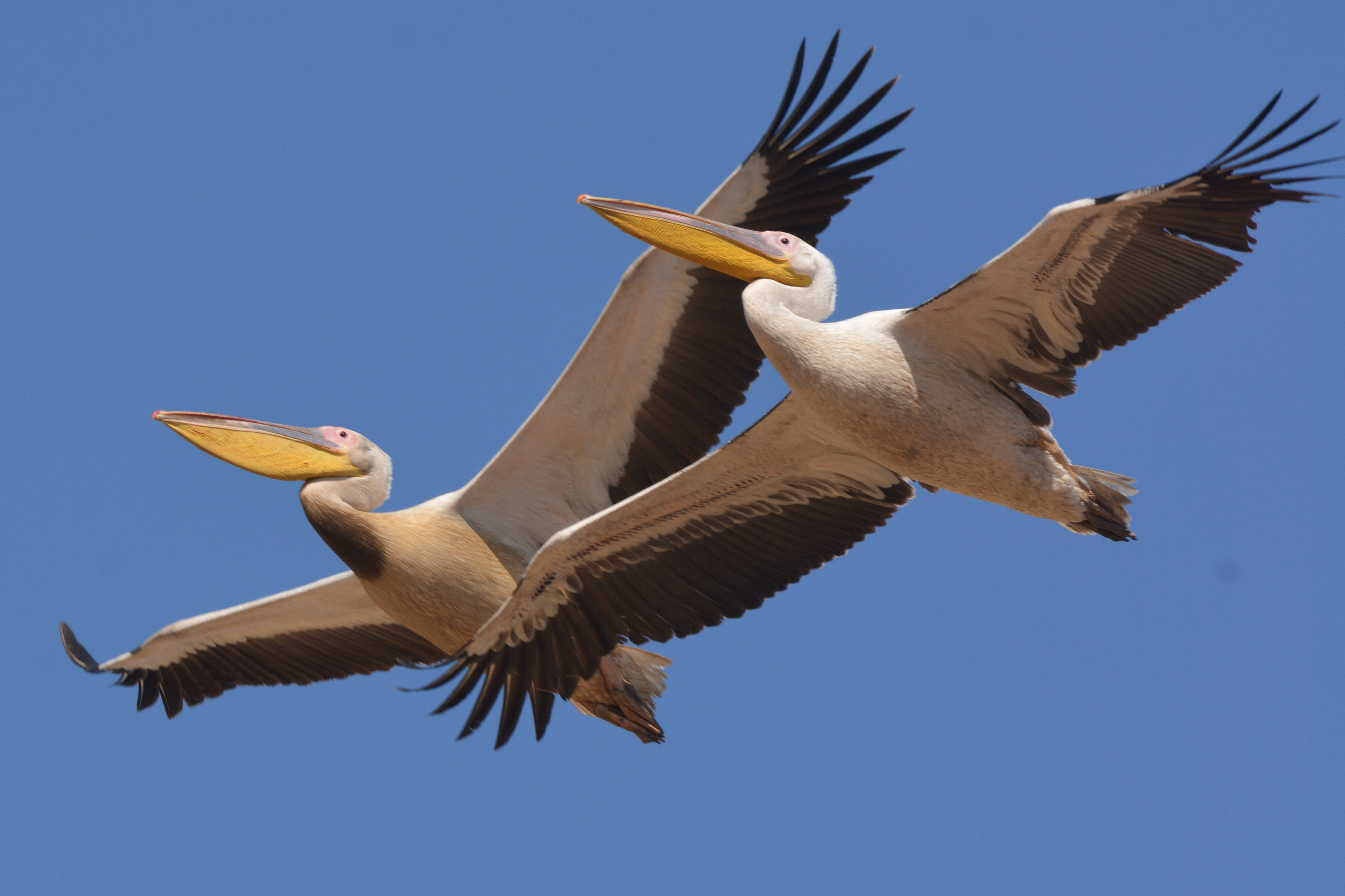
Deux pélicans blancs volant en formation, au nord du Botswana.
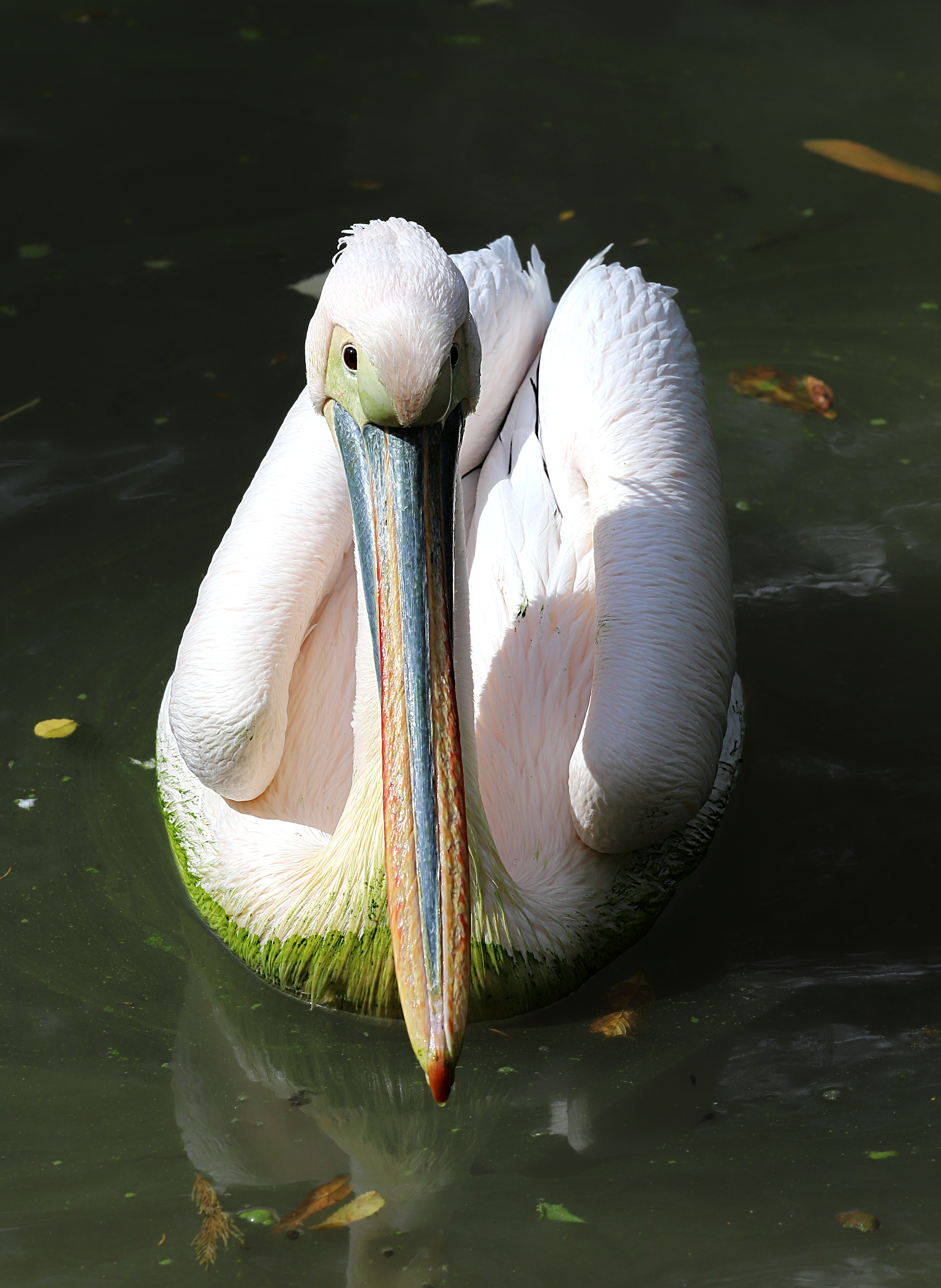
L'imposant bec du pélican.
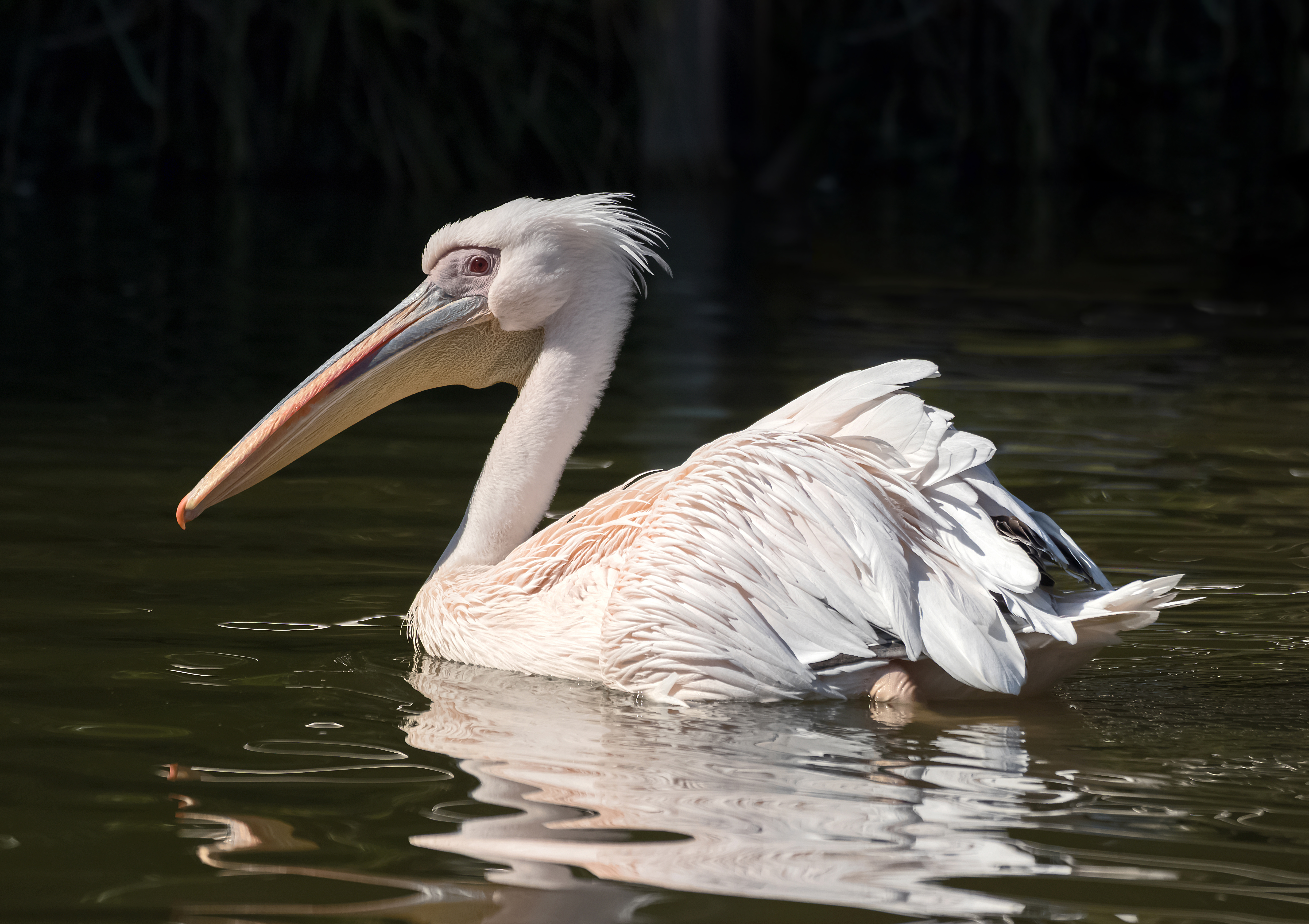
Un pélican blanc sur l'eau au zoo de Karlsruhe.
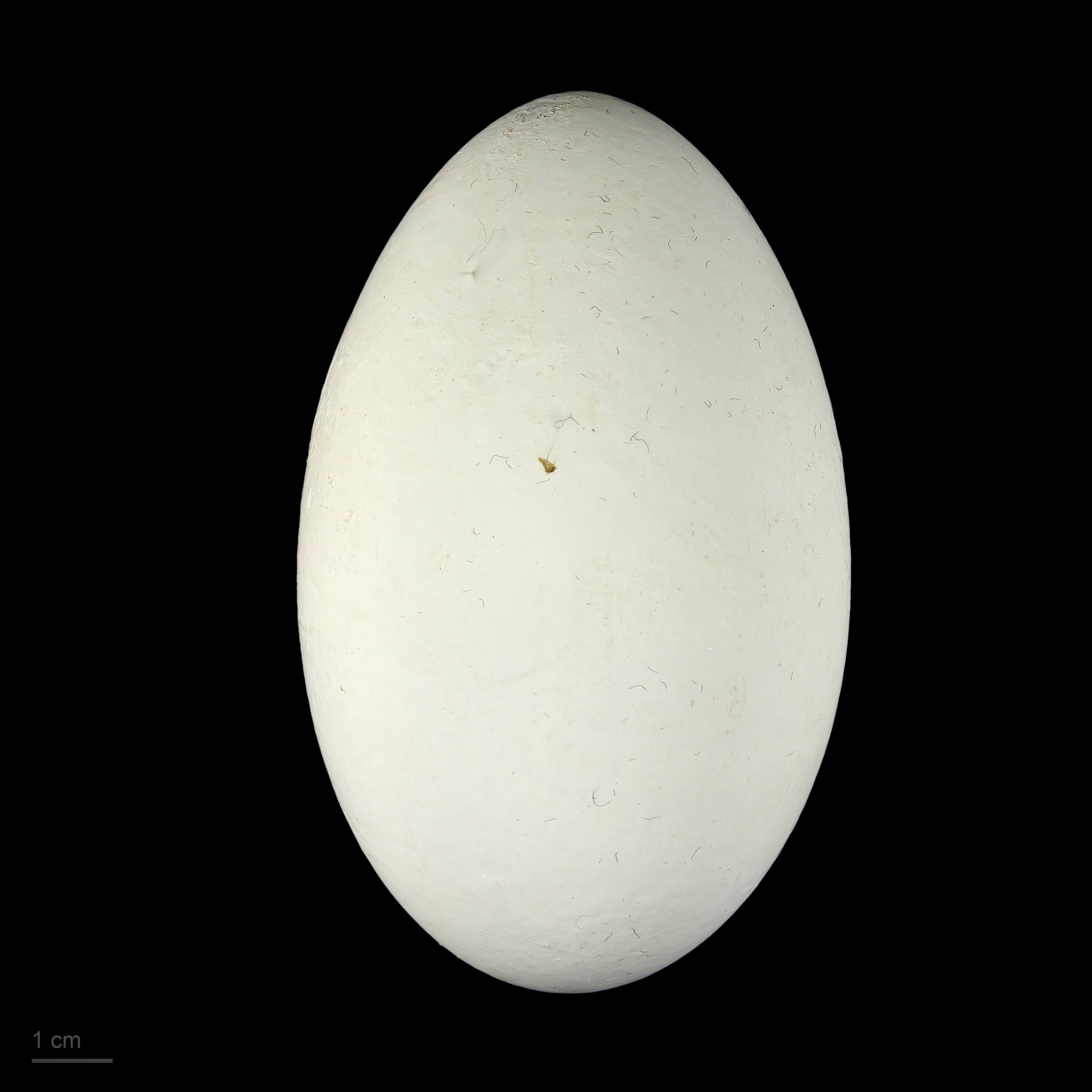
Pelecanus onocrotalus - MHNT.
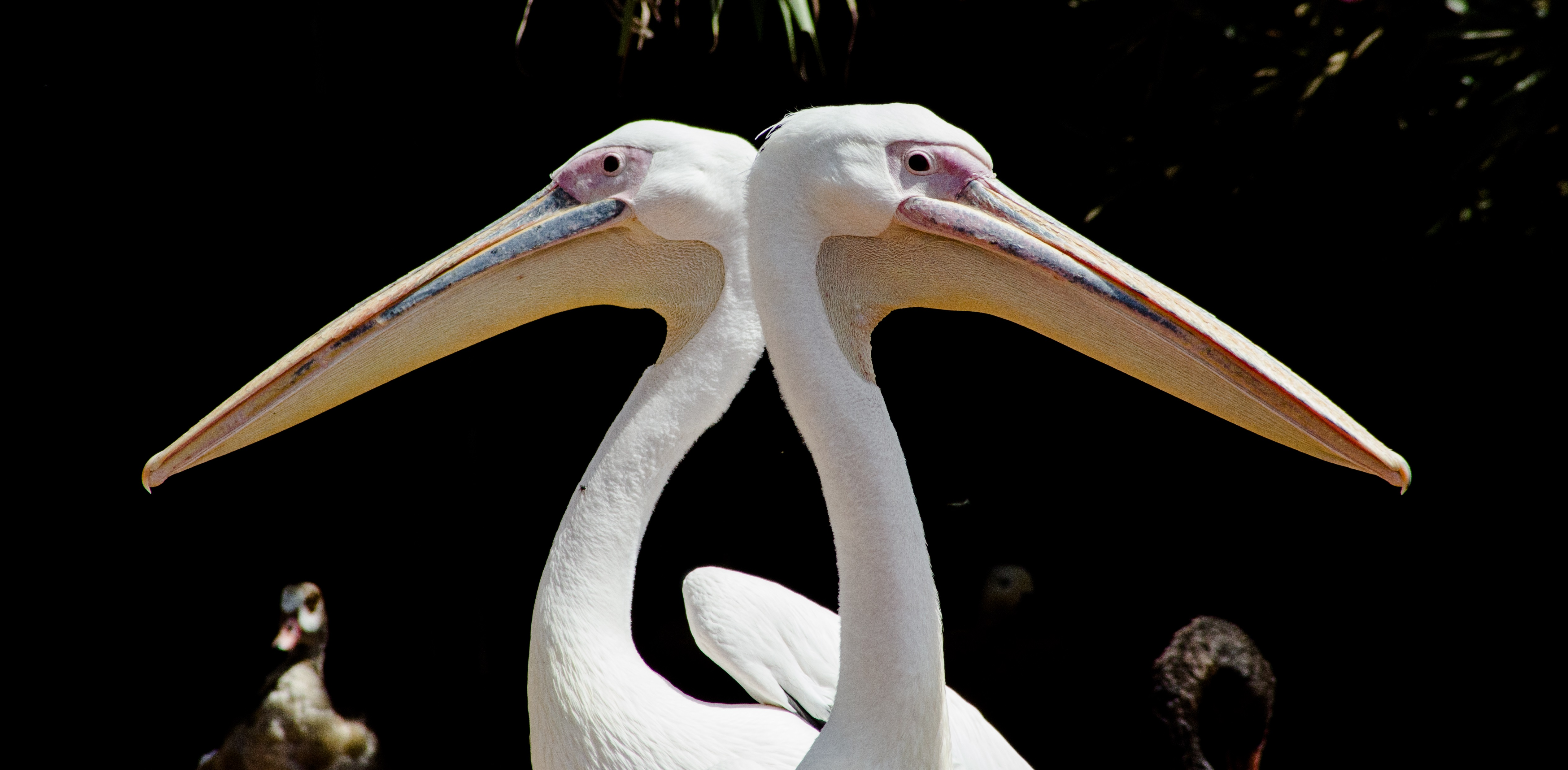
Pélicans blancs au jardin zoologique national de Rabat.
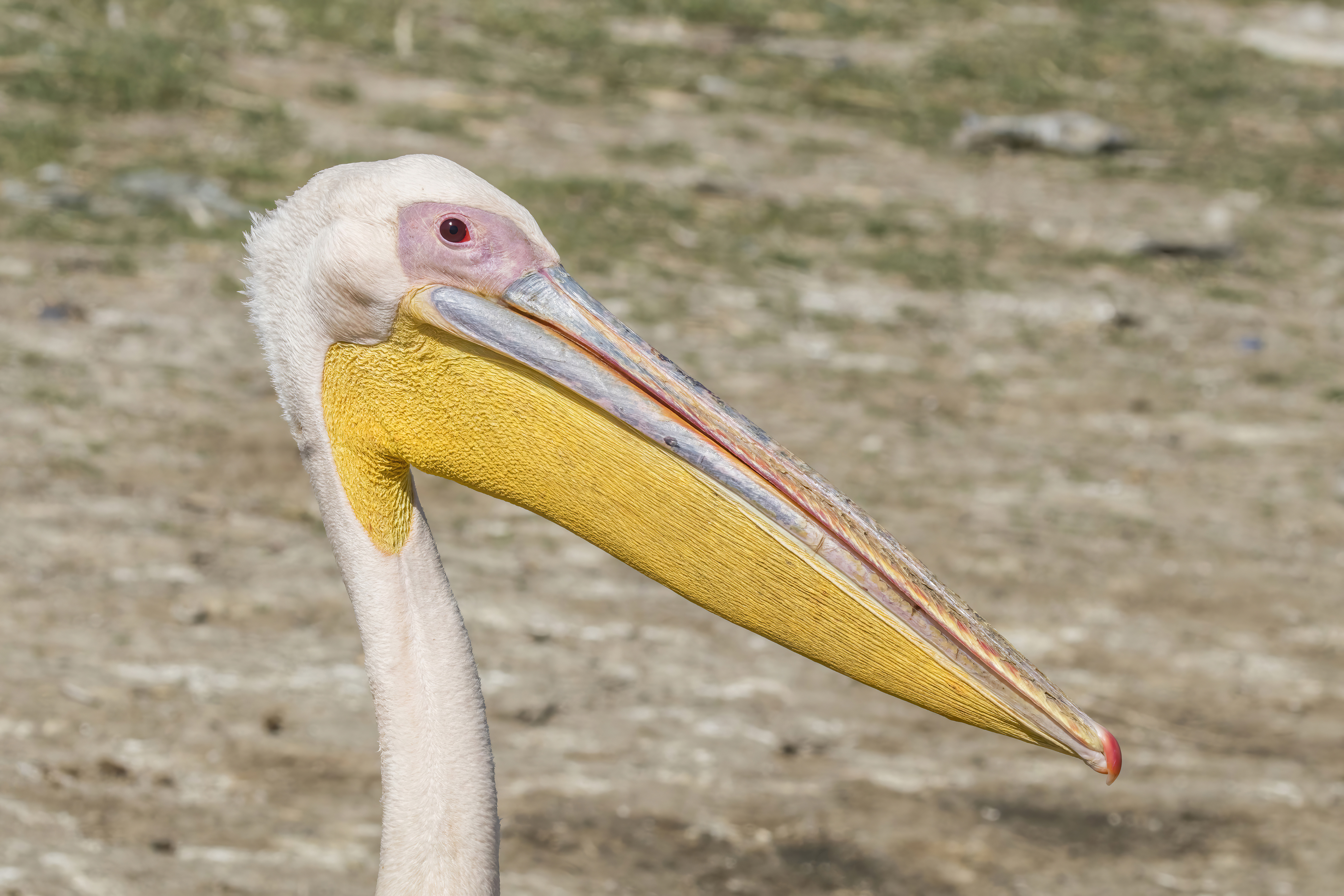
Portrait de profil d'un pélican blanc, près du lac Ziway, en Éthiopie. Décembre 2017.

Pendant le vol, il garde sa tête en arrière comme le héron, et c'est là que l'on voit, par-dessous, ses rémiges noires, contrastant fortement avec les couvertures blanches. Il se dresse avec élégance dans le ciel et il utilise les courants ascendants pour voler. Le battement des ailes se compose de mouvements lents.
L'immature présente un plumage marbré de gris brun pour les parties supérieures avec des rémiges sombres et un croupion blanc. Le dessous des ailes est très contrasté avec une zone centrale claire et des bordures sombres, les couvertures sombres disparaissant avec l'âge.
Les oisillons sont gris et ont un duvet gris.

## Répartition et population

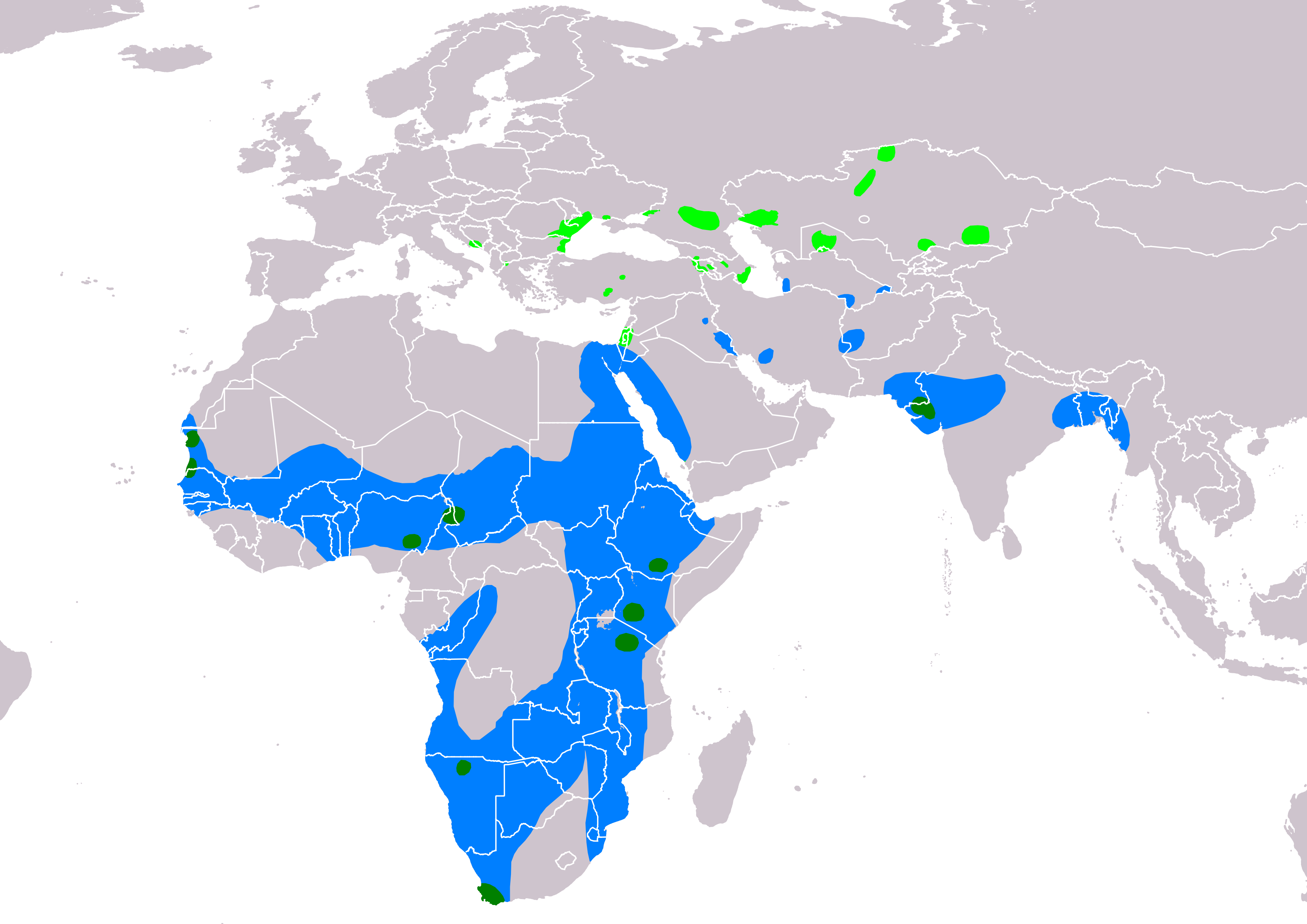
Répartition actuelle du pélican blanc (très approximatif en Afrique). En vert clair : présence en période de nidification seulement ; en vert foncé : présence permanente ; en bleu : présence hors de la période de nidification.

L'Afrique subsaharienne est aujourd'hui le principal bastion du pélican blanc, bien que les zones où il nidifie encore sont aujourd'hui très localisées. Il subsiste surtout là où il n'entre pas trop en conflit avec les pêcheurs. Il est présent notamment au Botswana, en Namibie et en Afrique du Sud. Il hiverne aussi en Afrique de l'Ouest. La plus grande colonie est celle du lac Rukwa en Tanzanie, un vaste lac peu profond et marécageux, idéal pour l'espèce, on y compte près de 75 000 individus qui y consomment environ 28 000 tonnes de poissons chaque année. Une grande population est également présente dans la Walvis Bay, en Namibie.
En Eurasie, le Pélican blanc est présent dans le Sud-Est de l'Europe, en Asie centrale, au Moyen-Orient jusqu'au sous-continent indien (notamment au Pakistan).
En Europe il est plus localisé que le pélican frisé. Près de 50 % de la population européenne de pélicans blancs se concentre dans le delta du Danube en Roumanie, qu'il partage avec le pélican frisé. D'autres sont présents au lac Prespa (entre la Grèce, l'Albanie et la Macédoine du Nord), à l'embouchure du Dniepr en Ukraine et dans le sud de la Russie. Les pélicans blancs européens sont migrateurs et hivernent en Afrique et au Moyen-Orient. Très menacée jusqu'à il y a peu, la population européenne est aujourd'hui en forte augmentation. On comptait 5 000 couples dans le delta du Danube en 1990, et environ 17 000 en 2016.
Si de rares oiseaux égarés et isolés sont régulièrement observés en Europe de l'Ouest depuis longtemps, parfois échappés de captivité, aucune colonie ni reproduction n'y a été observée historiquement. Mais au printemps 2019, pas moins de trois groupes distincts, constitués principalement d'oiseaux immatures, sont observés en France, dans les départements de l'Isère, de la Creuse et du Loir-et-Cher. Ces groupes sont vraisemblablement d'origine sauvage, ils sont probablement nés dans les Balkans et proviennent directement d'Afrique après y avoir passé l'hiver. Ils ont dévié vers l'Europe de l'Ouest au lieu d'aller à leur destination habituelle en Europe de l'Est, sans qu'on ne sache s'il s'agit là d'un événement accidentel ou d'une exploration de nouveaux territoires à coloniser pour une éventuelle nidification future.

## Habitat

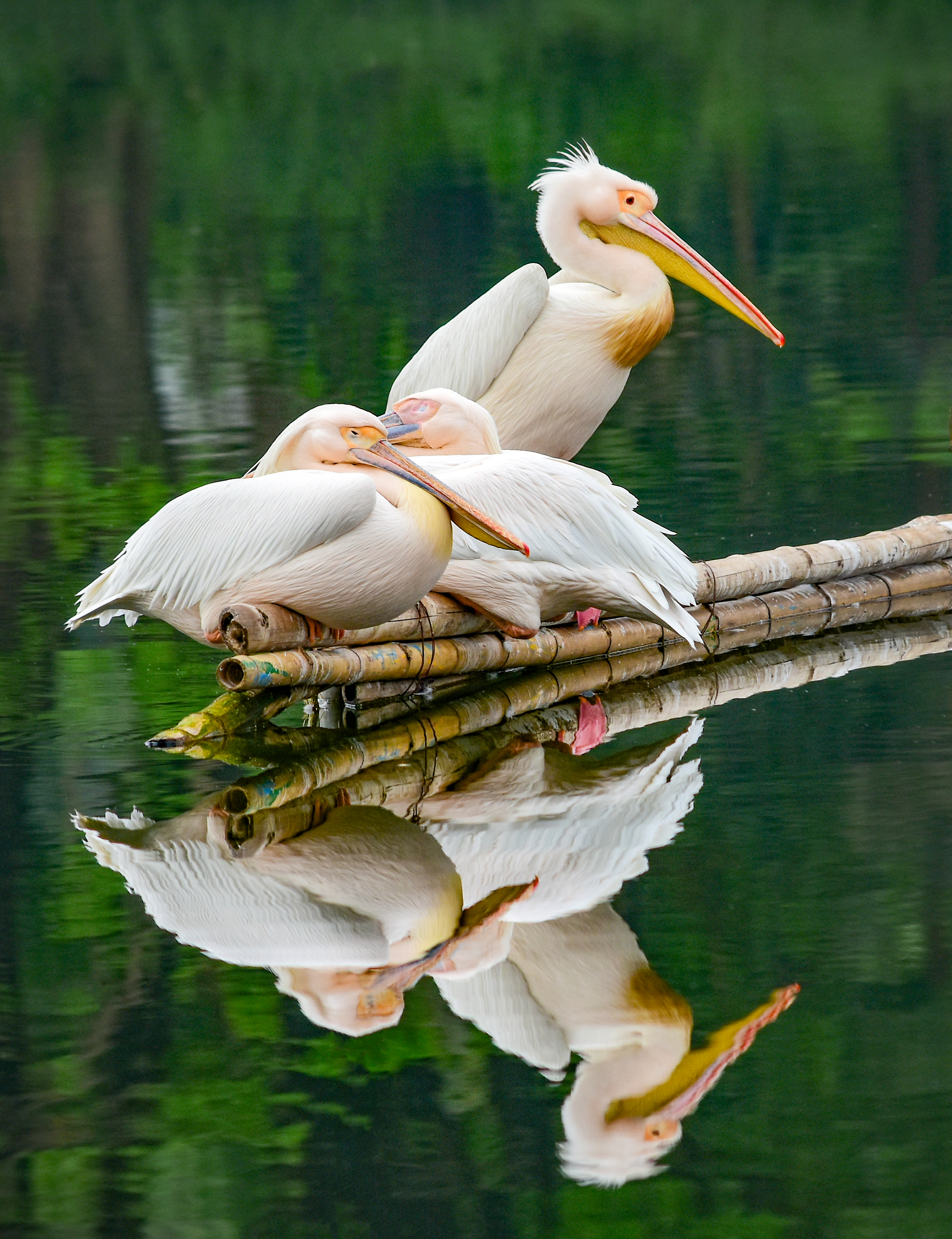
Pélicans blancs dans le Bangabandhu Sheikh Mujib Safari Park, Bangladesh.

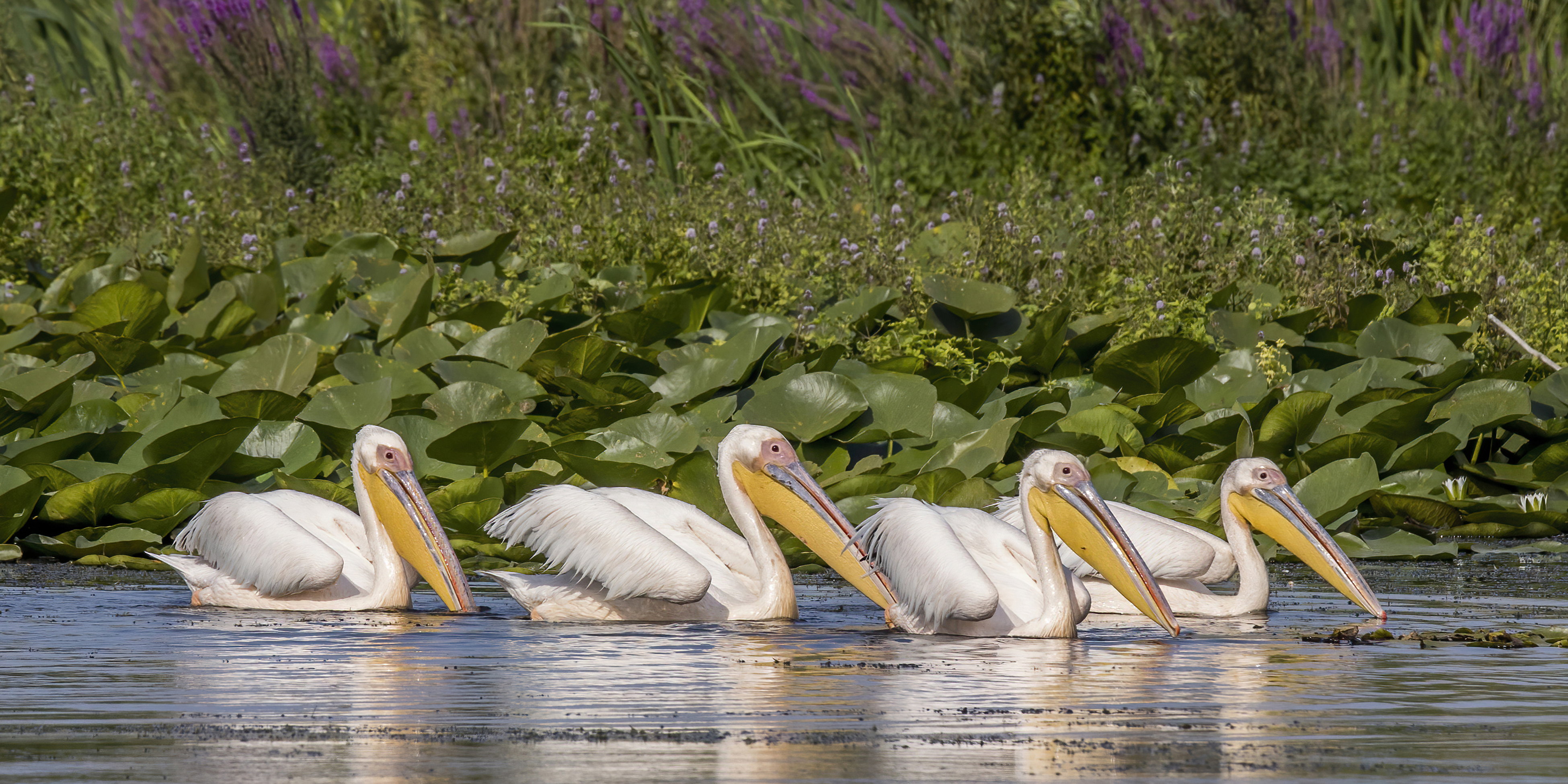
Pélicans blancs dans le delta du Danube. Aout 2022.

Il fréquente les marais et les lacs peu profonds.
Comme le Pélican frisé, la population a historiquement fortement diminué du fait de la destruction de son habitat.

## Alimentation
Les pélicans attrapent les poissons dans la poche de leur grand bec pendant que leurs proies nagent en surface.

## Comportement

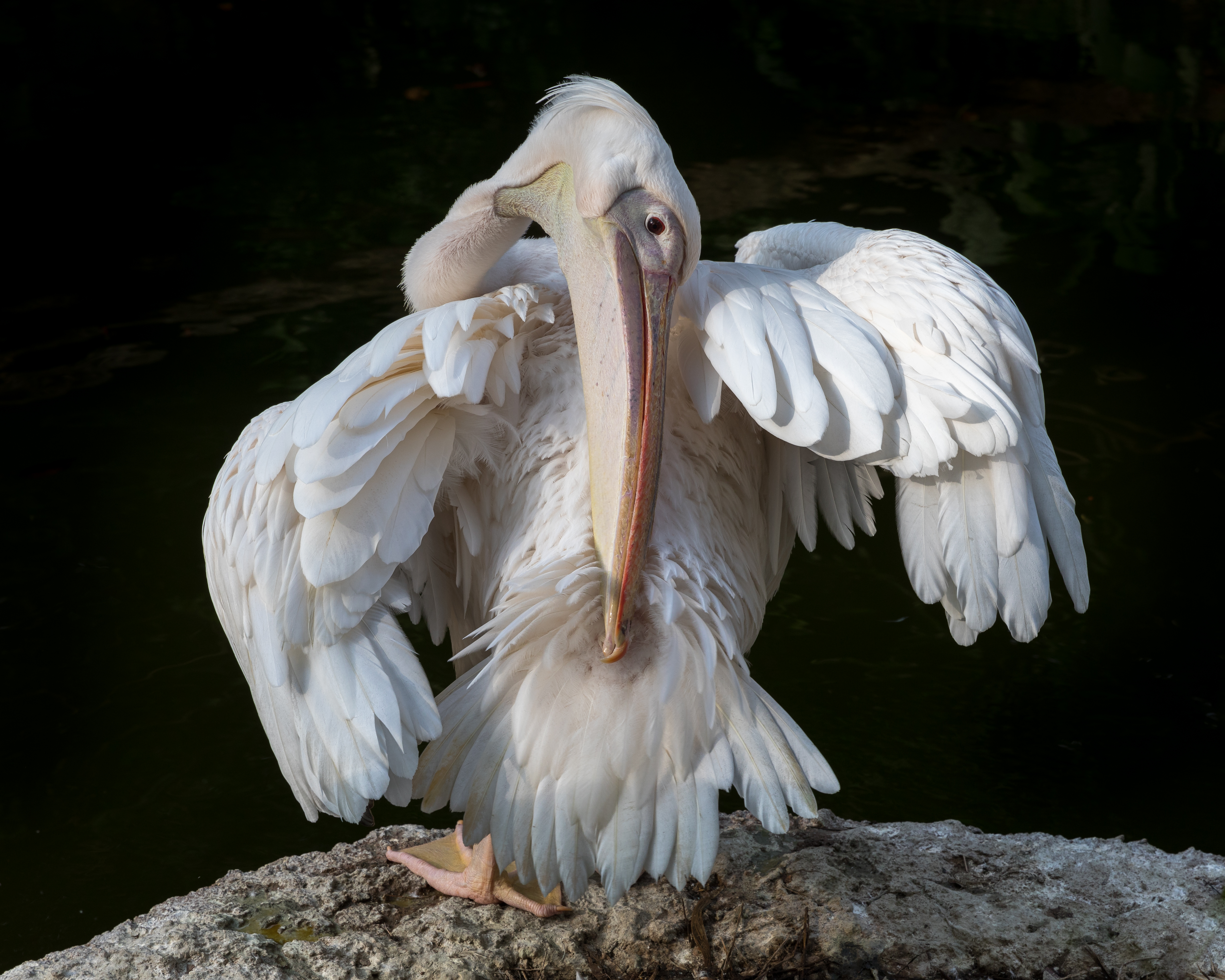
Pélican blanc se lavant les plumes du dos avec son long bec en se contorsionnant, au coucher du Soleil, au zoo de Singapour.

Cet oiseau vole en formation en V ou en ligne incurvée souvent à grande hauteur.